# Philippe Schwab
Pour les articles homonymes, voir Schwab.
Philippe Schwab, né le 19 janvier 1964 à Bienne, est un haut fonctionnaire suisse, secrétaire général de l'Assemblée fédérale depuis le 1er juillet 2013. 

## Biographie
Philippe Schwab a fait ses études à l'université de Neuchâtel et à l'université de Lausanne. Il est titulaire d'un  master de l’institut de hautes études en administration publique de Lausanne. 
Il est membre du parti radical lausannois. 
Il est officier de l’armée suisse avec le grade de major.
Il est marié, père de trois enfants et vit à Lausanne.

## Parcours professionnel
Il commence sa carrière au Département militaire fédéral. 
Il devient en 1994 secrétaire adjoint des commissions de gestion, puis secrétaire desdites commissions en 2000. En 2008, il est nommé secrétaire général adjoint de l’Assemblée fédérale et secrétaire du Conseil des États,. 
En décembre 2012, il est élu par 183 oui contre 11 non secrétaire général de l'Assemblée fédérale, devenant ainsi la 9e personne à exercer cette fonction. Depuis Jean-Marc Sauvant en 1992, il n'y avait plus eu de Suisse romand à ce poste. En 2018, quelques titres de presse se font l'écho de critiques sur la vaste réorganisation des Services du Parlement qu'il a lancée et sur son style de gestion, dénoncé comme autoritaire,,.